# Ꙏ
Ꙏ (minúscula: ꙏ, transliterado como yer neutra) suele ser usada para transcribir Ь o Ъ cuándo no es posible diferenciarlas en un manuscrito histórico.
Tiene el aspecto de la letra yer, con un gancho en la parte superior. En algunas fuentes aparece de manera idéntica a Ъ.

la yer neutral

## Códigos de computación
| Caracteres                  | Ꙏ                                   | Ꙏ                                   | ꙏ                                 | ꙏ                                 |
| --------------------------- | ----------------------------------- | ----------------------------------- | --------------------------------- | --------------------------------- |
| Nombre unicode              | CYRILLIC CAPITAL LETTER NEUTRAL YER | CYRILLIC CAPITAL LETTER NEUTRAL YER | CYRILLIC SMALL LETTER NEUTRAL YER | CYRILLIC SMALL LETTER NEUTRAL YER |
| Codificaciones              | Decimal                             | hex                                 | dec                               | hex                               |
| Unicode                     | 42574                               | U+A64E                              | 42575                             | U+A64F                            |
| UTF-8                       | 234 153 142                         | EA 99 8E                            | 234 153 143                       | EA 99 8F                          |
| Numeric character reference | &#42574;                            | &#xA64E;                            | &#42575;                          | &#xA64F;                          |